# Doris Kampus

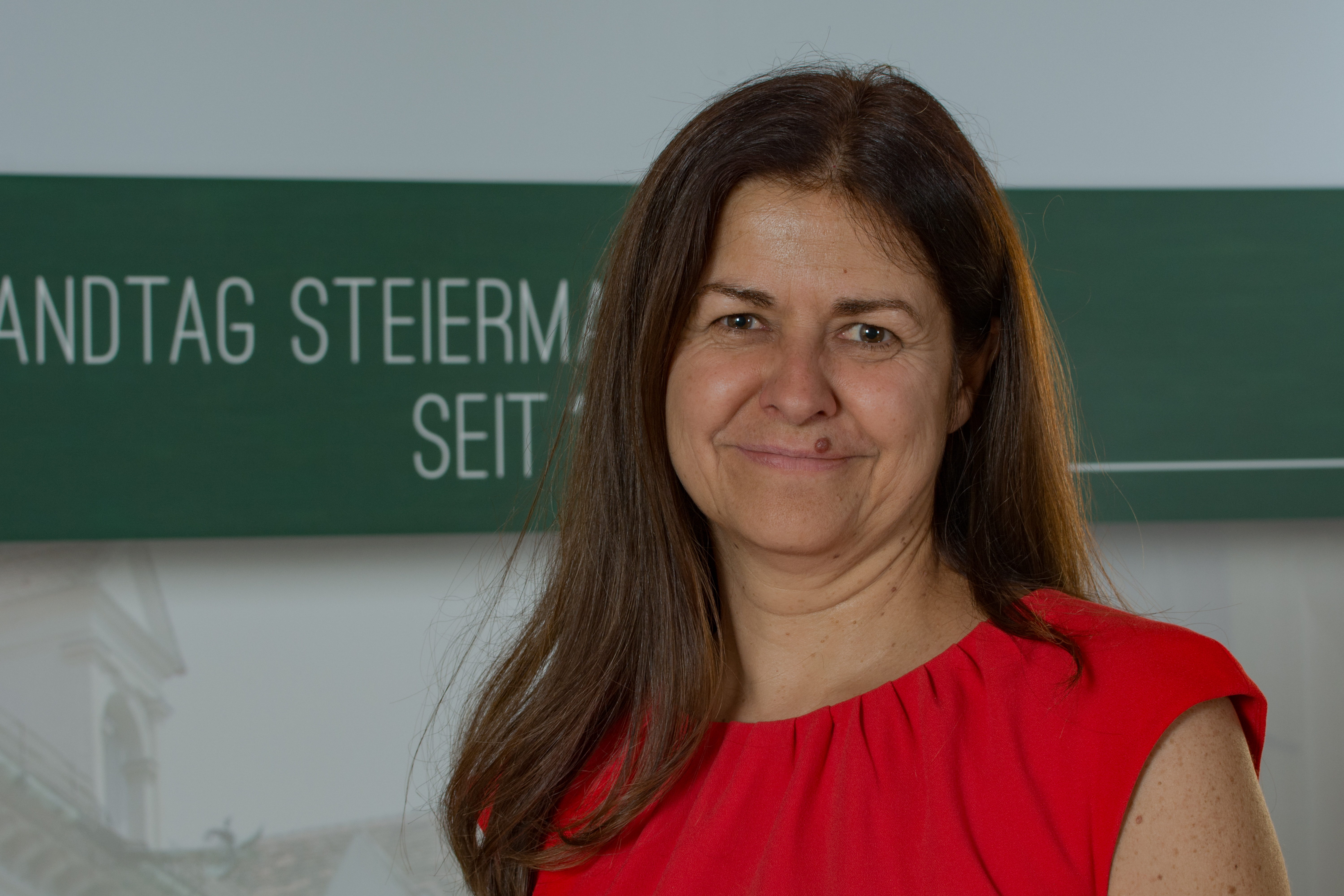
Doris Kampus, 2016

Doris Kampus (* 26. April 1967 in Köflach) ist eine österreichische Politikerin (SPÖ). Vom 16. Juni 2015 bis zum 18. Dezember 2024 war sie Landesrätin in der steirischen Landesregierung Schützenhöfer I, Schützenhöfer II bzw. Drexler.

## Ausbildung und Beruf
Kampus besuchte zwischen 1973 und 1977 die Volksschule in Köflach und wechselte danach an das örtliche Gymnasium, das sie 1985 mit der Matura abschloss. Sie studierte ab 1985 an der Karl-Franzens-Universität Graz am Institut für Übersetzung und Dolmetscherausbildung. Dieses Studium schloss Kampus 1991 mit der Sponsion zur Magistra der Philosophie ab. Das 1993 begonnene Studium der Rechtswissenschaft beendete sie nicht.
Ihr Berufsleben begann Kampus von 1991 bis 1994 bei einem Logistikunternehmen und absolvierte anschließend 1994 ein Praktikum bei der Kommission der Europäischen Union in der Generaldirektion für Arbeit, Beschäftigung und Sozialpolitik. In der Folge war sie 1995 parlamentarische Mitarbeiterin bei Heidrun Silhavy und von 1996 bis 2001 Geschäftsführerin der EU-Regionalmanagement Obersteiermark Ost GmbH. Von 2001 bis 2008 schloss sich eine Tätigkeit als selbständige Unternehmensberaterin mit Schwerpunkt Regionalentwicklung und Projektmanagement an. Im August 2008 wechselte Kampus in den öffentlichen Dienst, in dem sie als Abteilungsleiterin für die Landes- und Gemeindeentwicklung im Amt der Steiermärkischen Landesregierung bis Juni 2015 maßgeblich an der Gemeindestrukturreform mitwirkte.

## Politische Laufbahn
Seit 16. Juni 2015 ist Kampus als Landesrätin in der steirischen Landesregierung für die Bereiche Soziales, Arbeit und Integration zuständig.
Neben ihrer Funktion als Landesrätin ist Kampus auch in wichtigen politischen Gremien der SPÖ tätig. So ist sie etwa Mitglied im SPÖ Bundesparteivorstand, im Landesvorstand der steirischen SPÖ und in den Regionalvorständen der SPÖ Graz und der SPÖ Graz-Umgebung/Voitsberg.
Außerdem ist Kampus seit Juni 2016 Vorsitzende des BSA Steiermark, seit 2018 Regionalfrauenvorsitzende der SPÖ Frauen Graz und seit Jänner 2019 Vizepräsidentin des BSA.
Im September 2022 wurde sie als Nachfolgerin von Michael Ehmann geschäftsführende Vorsitzende der Grazer SPÖ. Bei der Regionalkonferenz wurde sie im März 2023 mit 91 Prozent der Delegiertenstimmen zur Vorsitzenden der SPÖ Graz gewählt. Als Bezirksvorsteherin von Andritz folgte sie Karin Reimelt nach. Im Juni 2025 wurde Kampus vom Vorstand der SPÖ Graz zur Spitzenkandidatin für die Gemeinderatswahl in Graz 2026 gewählt.

## Privates
Kampus ist verheiratet und Mutter dreier Kinder.